# 康圣马蒂兰莱奥巴泽勒
康圣马蒂兰莱奥巴泽勒是法国科雷兹省的一个市镇，位于该省南部偏东，和洛特省接壤，属于蒂勒区。该市镇总面积34.08平方公里，2009年时的人口为237人。

## 人口
康圣马蒂兰莱奥巴泽勒（Camps-Saint-Mathurin-Léobazel）人口变化图示